# Merlieux-et-Fouquerolles

Merlieux-et-Fouquerolles este o comună în departamentul Aisne din nordul Franței. În 1 ianuarie 2022 avea o populație de 255 de locuitori.